# Nørre Vosborg

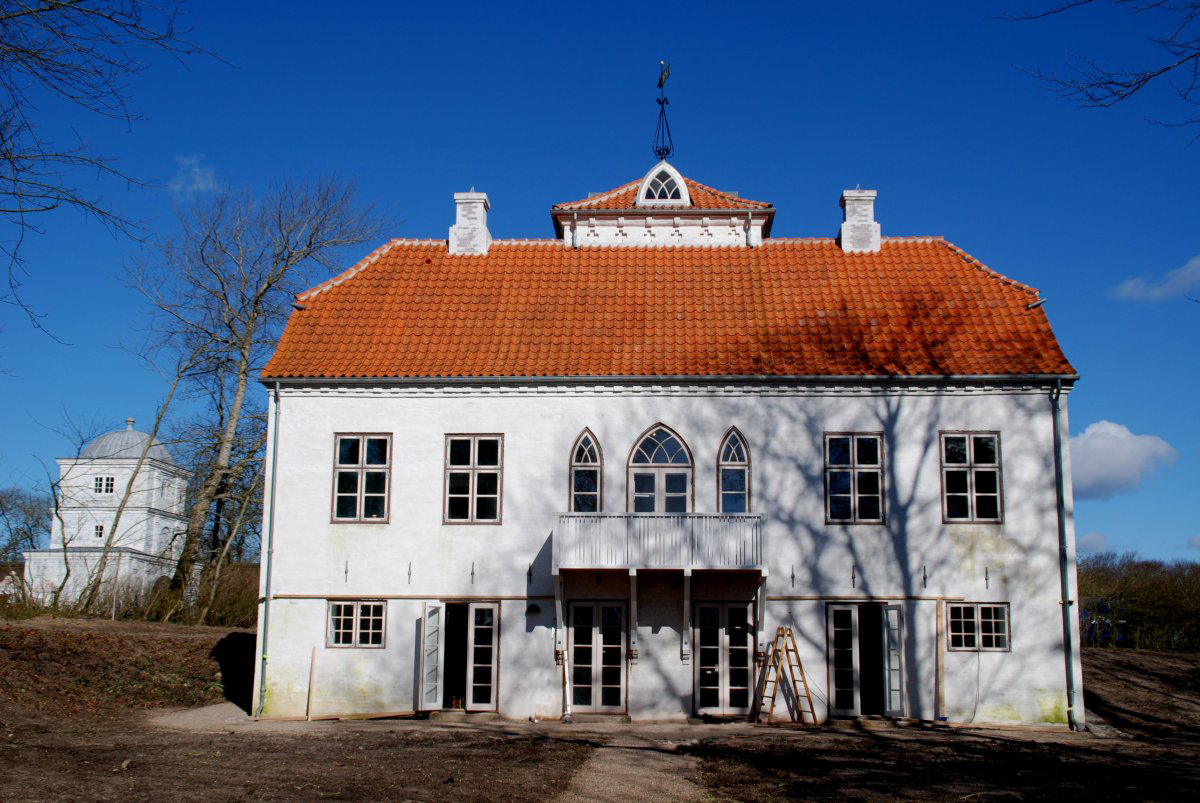
Nørre Vosborg

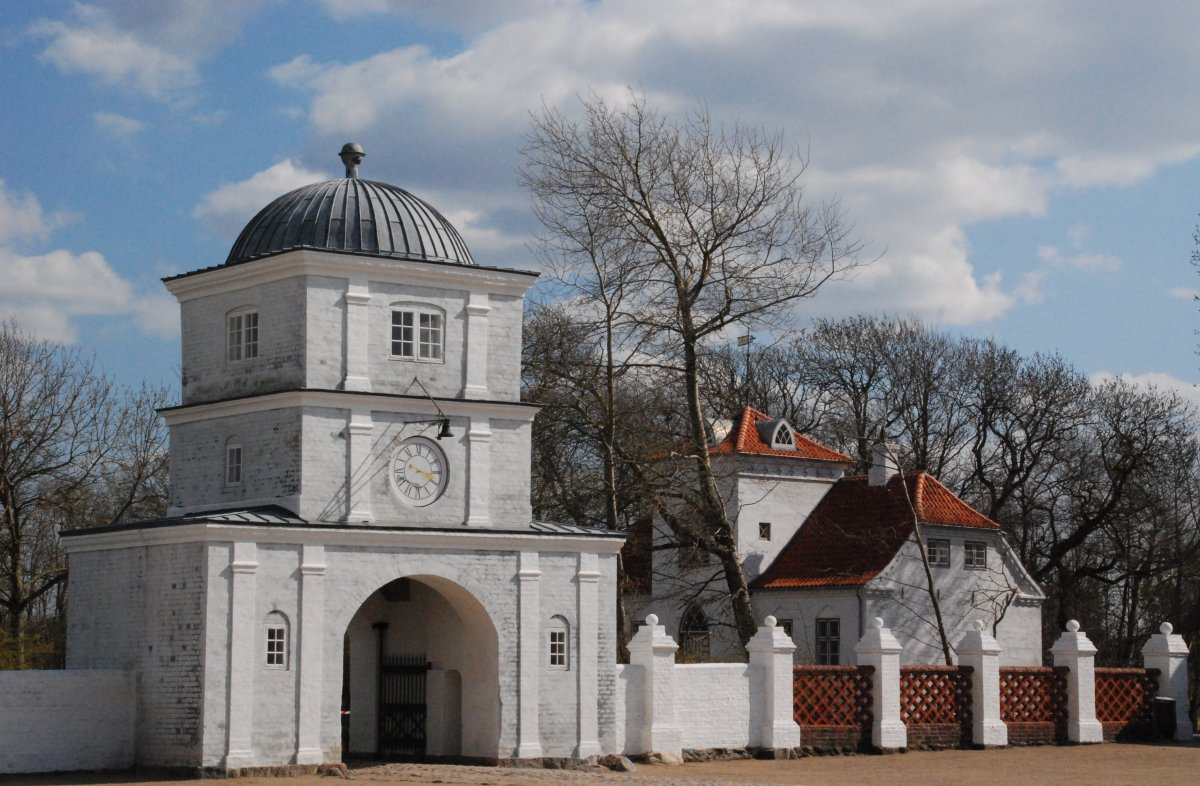
Entréport till Nørre Vosborg

Nørre Vosborg ved Nissum Fjord av Carl Anton Saabye, 1848

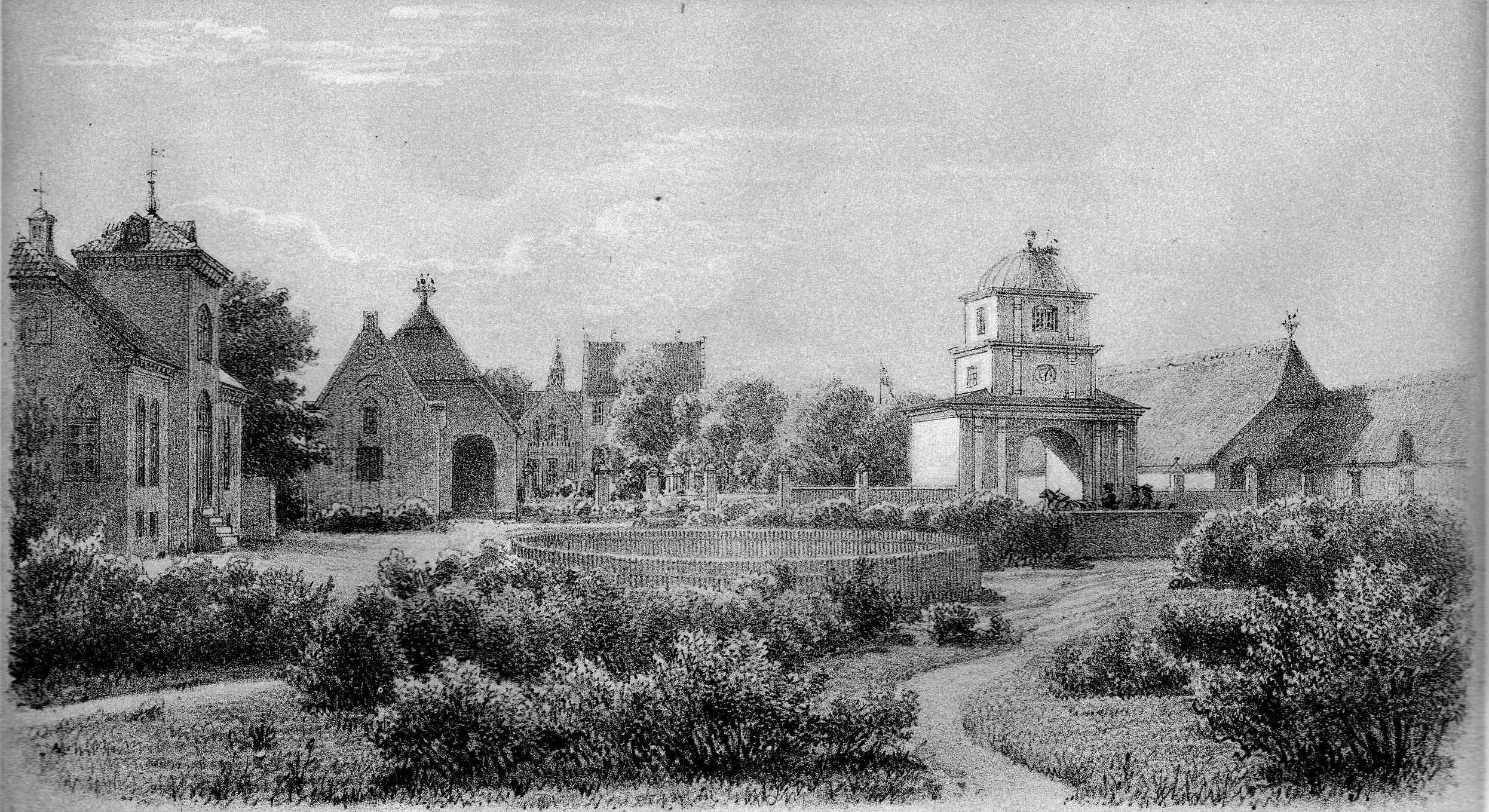
Herrgården Nørre Vosborg, omkring 1867

Nørre Vosborg, tidligere Wosborg är en dansk herrgård söder om Vemb i Ulfborg Sogn, Holstebro Kommune i Västjylland.
Nørre Vosborg grundades omkring 1575 och omfattar en huvudgård med fyra flyglar, byggnader som uppförts under fyra århundraden från 1500-talet till 1800-talet. Till gården hör 216 hektar mark.
Herrgården köptes 2004 av fastighetsbolaget Realdania och restaurerades därefter fram till 2008. Nørre Vosborg fungerar idag som konferenshotell.

## Historik
Första gången som gården omtalas är som "Osborg" ("borgen vid åmynningen") 1299, då gården ägdes av Erik Menved och låg sydväst om den nuvarande huvudgården. Placeringen var strategiskt gynnsam vid Storås mynning i Nissum Fjord och nära den gamla oxdrivarvägen genom Jylland. Från omkring 1340 ägde herremannen Niels Bugge gården. Gården har sedan flyttats två gånger. Det första Vosborg ligger nu under vatten i Felsted Kog, och ruinerna från det andra Vosborg ligger vid Storås tidigare mynning i Nissum Fjord.
Niels Bugge mördades i Middelfart 1359 på hemväg från ett möte med kung Valdemar Atterdag, sannolikt på grund av hans och andra jylländska herremäns opposition mot kungen. Herrgården konfiskerades därefter av kungen, men gavs tillbaka till släkten Bugge 1375 av Drottning Margareta. Vosborg förblev i släktens ägo till omkring 1400, då gården övertogs av familjen Podebusk, en kungatrogen adelssläkt från Rügen.
Vosborg ödelades av en stormflod, möjligen 1593. Det nuvarande Nørre Vosborg var då redan påbörjat längre in i landet. 
Godset Vosborg delades i två delar 1551 i samband med ett arv. Den ena delen gick till det äkta paret Jytte Podebusk och Knud Gyldenstjerne, den andra delen gick till Gregers Holgersen Ulfstand, en brorson till Jytte Podebusk. Gregers Holgersen Ulfstand uppförde en ny herrgård sydost om det ursprungliga Vosborg. Den nya herregården fick namnet Sønder Vosborg, den gamla kallades Nørre Vosborg. Sønder Vosborg flyttades omkring år 1600 längre in i landet, där det ligger idag.
Nørre Vosborg övertogs 1793 av Peder Tang, vars släkt därefter kom att äga den under en lång tid. Peder Tang investerade i Nørre Vosborg och uppförde bland annat de stora ekonomibyggnader, som fortfarande står idag. Senare blev Andreas Tang 1826 ägare. Han byggde ut anläggningen till dess nuvarande utseende och byggde bland annat villan Vosborglille. Nørre Vosborg ägdes av familjen Tang och besläktade familjer fram till 2004, då den köptes av Realdania.

## Bildgalleri

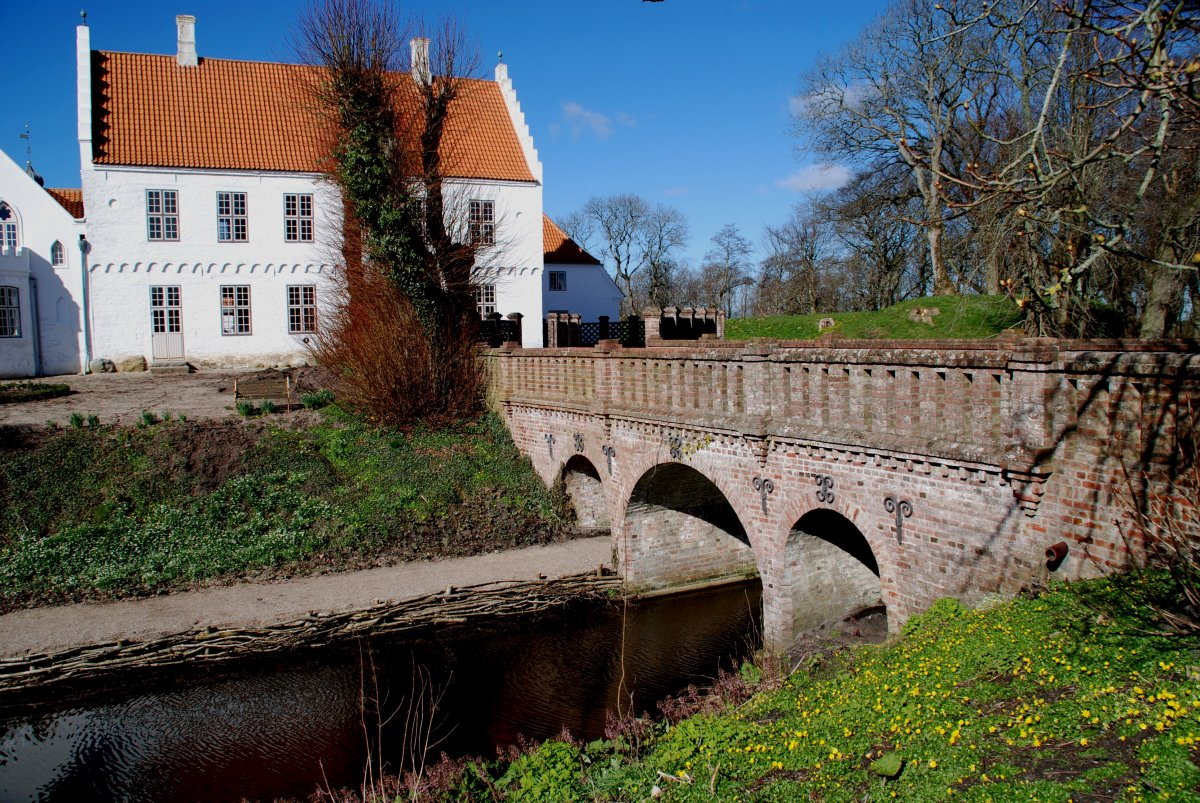
Gyldenstjerneflygeln med bro över vallgraven
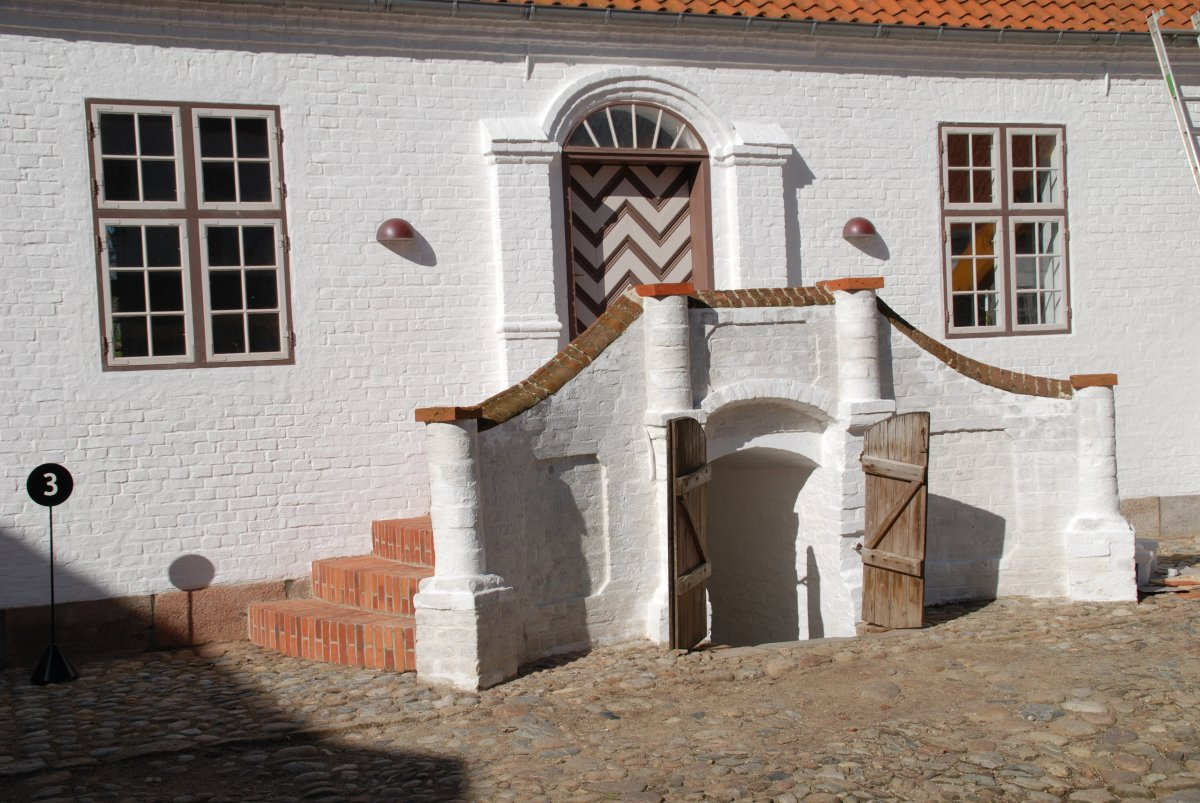
Huvudtrappen i de Linde-huset
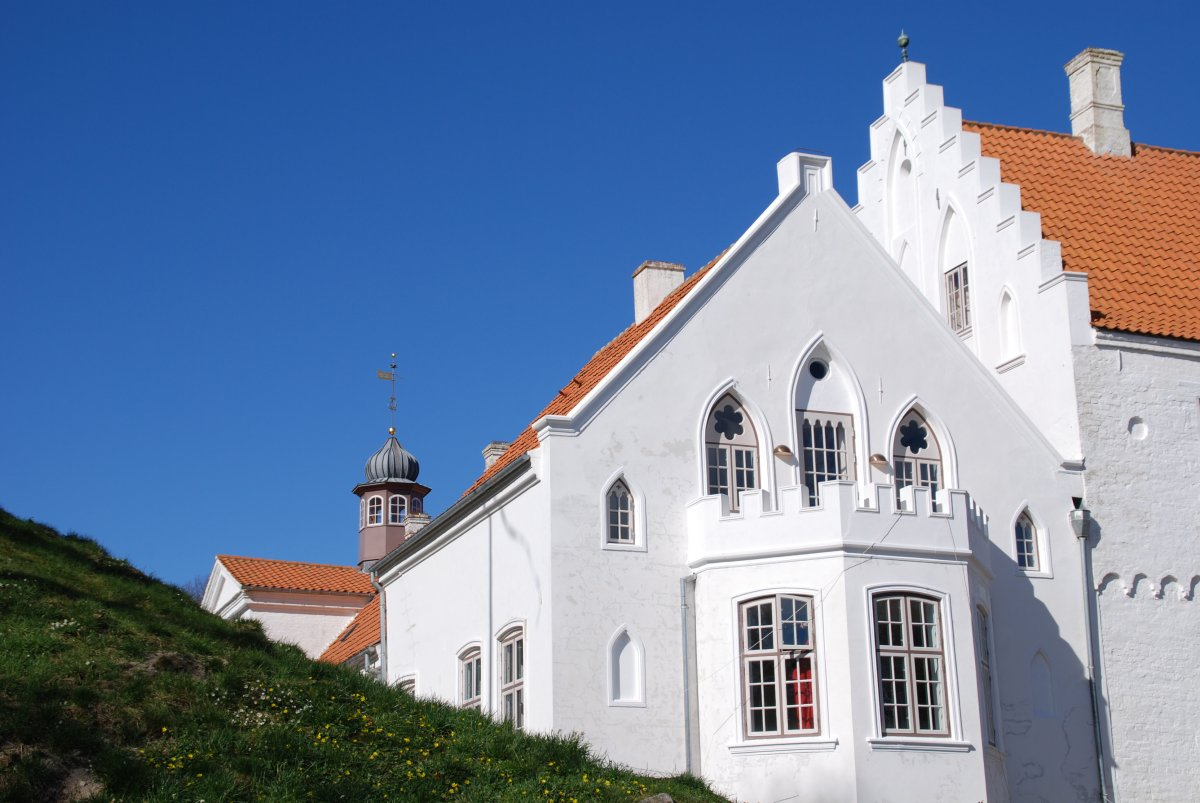
Förbindelseflygeln mellan Tang-huset och Gyldenstjernefløjen
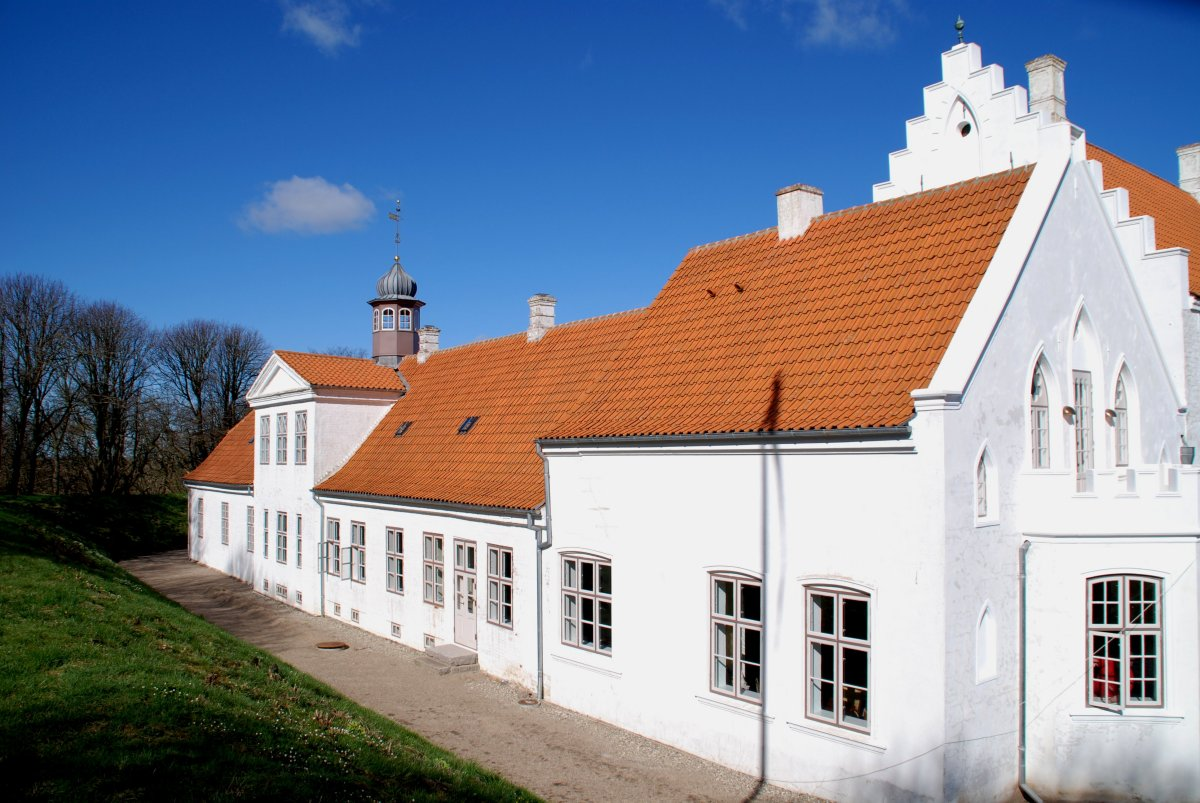
Tang-huset
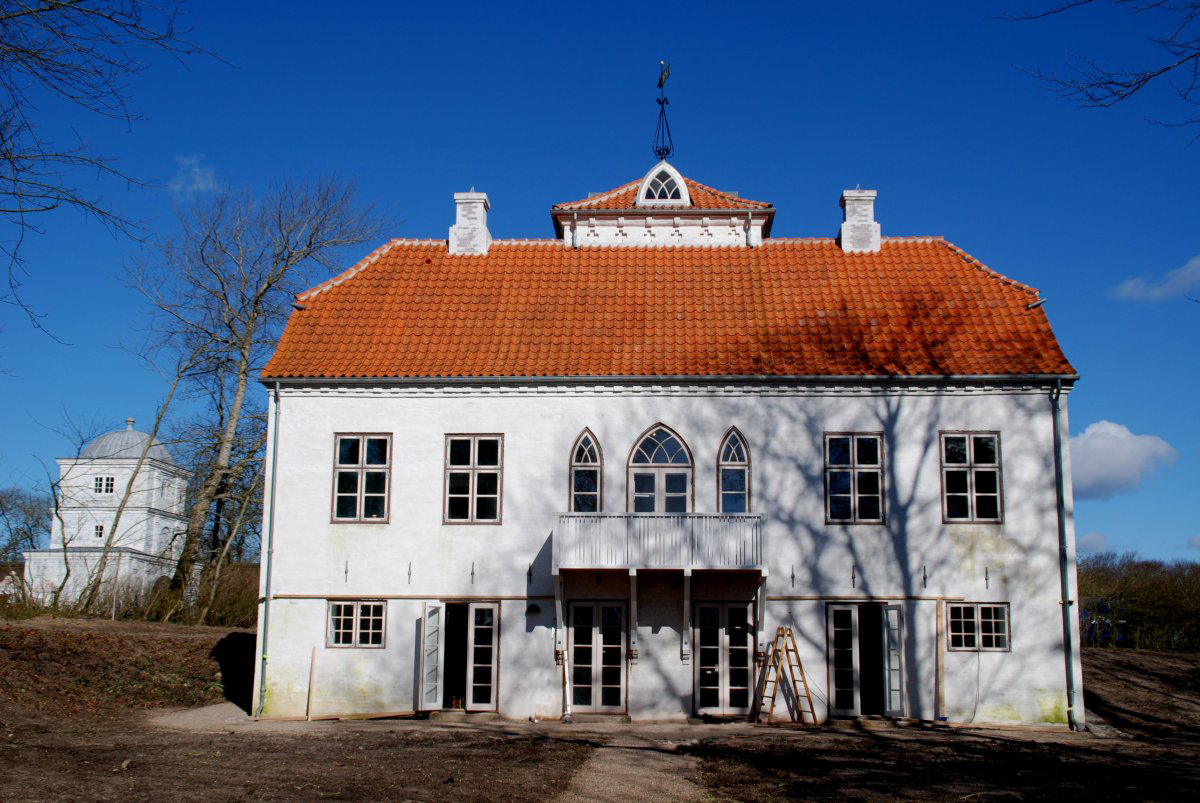
"Vosborglille" från 1853. Uppfört under Andreas Ewald Meinert Tangs ägartid och uppfört som bostad till Tangs äldste bror
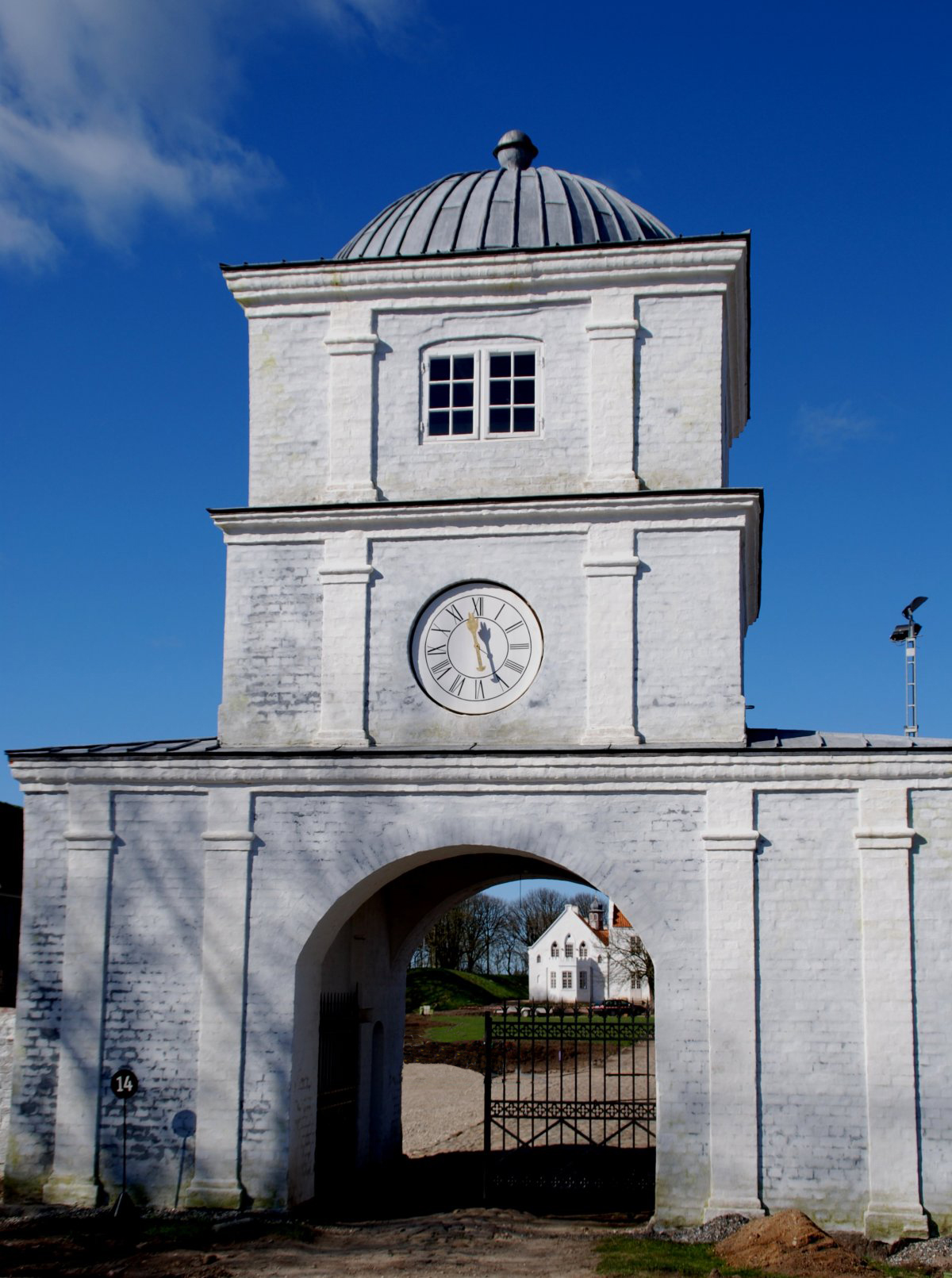
Porttornet uppfört 1790 under Peder Tangs ägartid
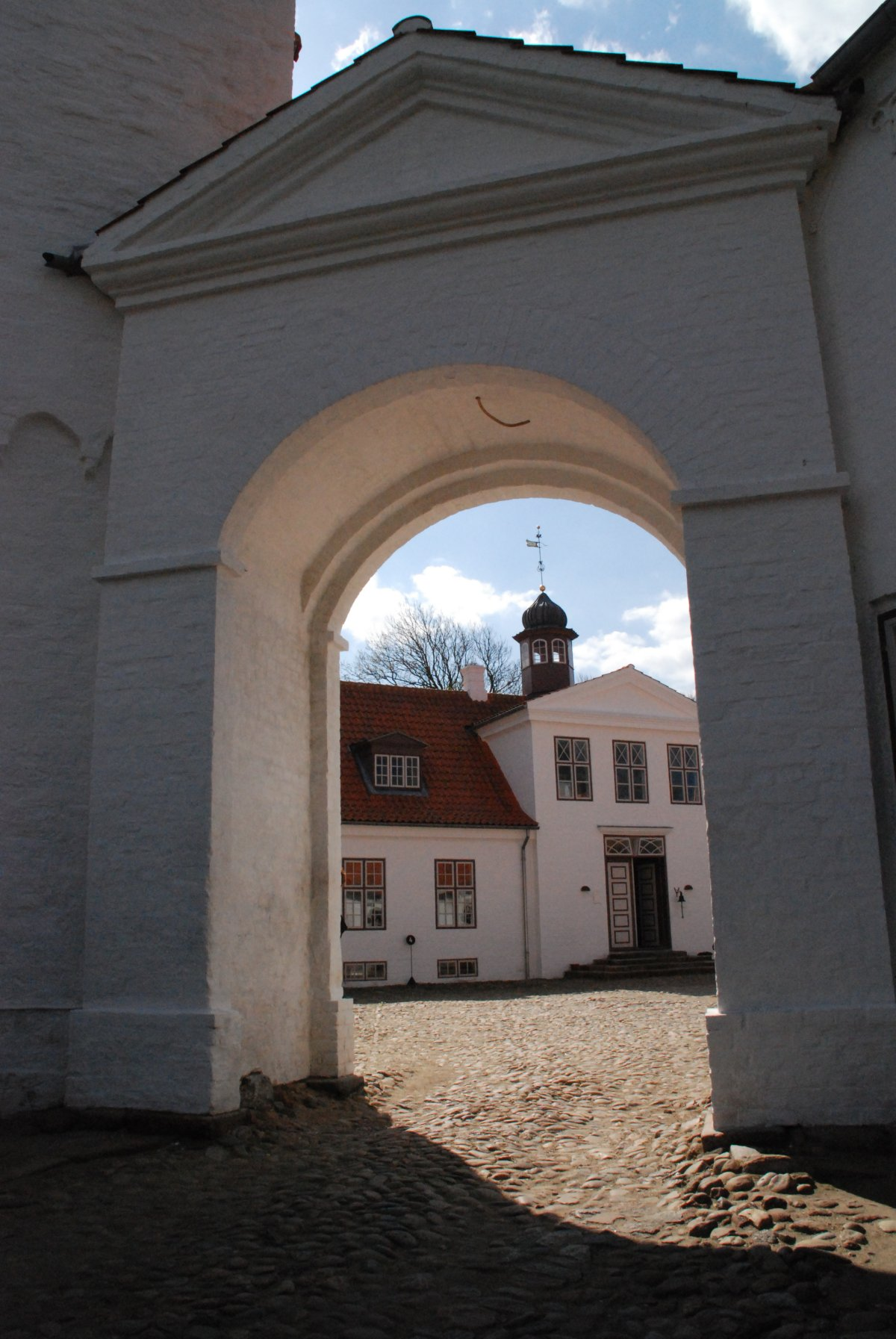
Porten med Tang-huset i bakgrunden
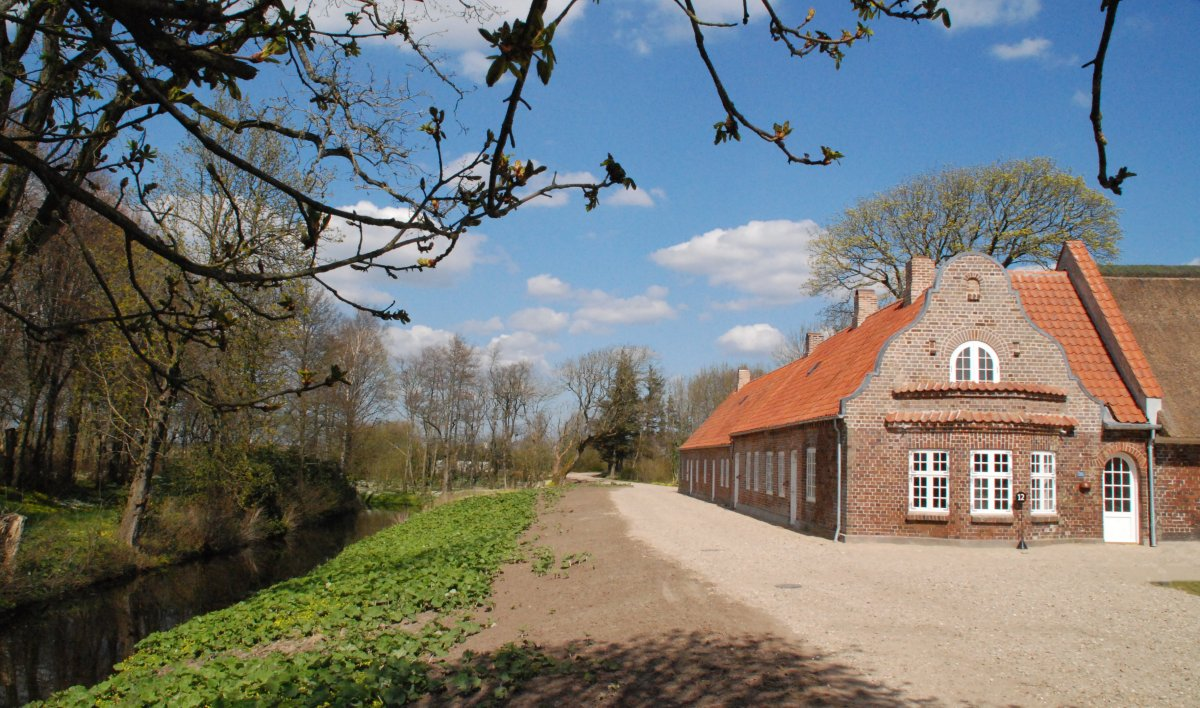
Tidigare förvaltarbostad utanför vallgraven